# Declaración de derechos
Declaración de derechos o Carta de derechos o Declaración de derechos y libertades son algunos de los nombres que han recibido históricamente los documentos de carácter político donde se enumeran los derechos y libertades considerados esenciales. Tengan o no rango de constitucional, y provengan de una asamblea legislativa o de la mera voluntad de un rey (lo que se denomina Carta otorgada), tales declaraciones suponen una voluntad de protección de los derechos contra los posibles abusos del ejercicio del gobierno, de modo que el poder político queda ciertamente limitado para quien lo ejerce, independientemente de que se reconozcan o los principios de soberanía nacional o de división de poderes, propios del Estado liberal. El concepto de Estado social propio de las democracias avanzadas del siglo XX introdujo el reconocimiento de los derechos sociales.

## Carácter, extensión y planteamiento de las declaraciones de derechos
A diferencia de los fueros y privilegios de la Edad Media y el Antiguo Régimen (también denominados derechos y libertades), de carácter particular (particularismos locales, estamentales o institucionales), los derechos indicados en este tipo de declaraciones se plantean como de carácter general, incluso universal en algunos casos. También se ha especulado sobre la posibilidad de extender ese tipo de declaraciones a seres vivos no humanos (derechos de los animales, «Proyecto Gran Simio»).
Existen dos tipos de planteamiento en las declaraciones de derechos, así como en el derecho político en general: que tengan un carácter constitutivo de la dignidad humana como derechos inalienables e imprescriptibles (con lo que la declaración se plantea como un simple reconocimiento de algo que es ya existente previamente, consecuencia del concepto de derecho natural); o que sea el resultado de un pacto o convenio entre los miembros de una sociedad, que lo hacen así por su propia conveniencia, aunque podrían haber acordado otro distinto (el carácter convencional propio del derecho positivo).

## Historia
El término «carta de derechos» (Bill of Rights) surge en el Reino Unido, donde se puso ese nombre a un Bill (proyecto de ley) que fue aprobado por el Parlamento inglés en 1689, y que tenía varios precedentes en el derecho de Inglaterra (la Charter of Liberties o Coronation Charter de 1100; la Carta Magna de 1215, etc.), así como en otras prácticas o documentos limitativos del poder de las diferentes monarquías feudales medievales (como los juramentos de coronación o el pactismo), y que en el Antiguo Régimen tuvieron especial importancia en Polonia (el Pacta conventa y los Artículos de Enrique de 1573); en algunos casos sancionados en documentos y en muchos otros parte del derecho consuetudinario o de usos y costumbres y tradiciones que los reyes no podían vulnerar.
Durante la Independencia de los Estados Unidos se produjeron varios textos con forma de declaración de derechos: la Declaración de Derechos de Virginia de 1776, el preámbulo a la Declaración de Independencia de los Estados Unidos, del mismo año, y sobre todo las primeras enmiendas a la Constitución de los Estados Unidos conocidas como Carta de Derechos de los Estados Unidos (United States Bill of Rights, 1789-1791). Tales documentos, además de continuar la tradición anglosajona, responden a los ideales enciclopedistas propios de la Ilustración. Tanto el ejemplo estadounidense como los mismos ideales ilustrados se expresaron en la Declaración de los Derechos del Hombre y del Ciudadano de 1789, durante la Revolución Francesa, que fue el texto más considerado en las posteriores declaraciones europeas y hispanoamericanas durante la revolución liberal, y posteriormente en el resto del mundo.
En el Reino Unido, la People's Charter de 1838 (Carta del Pueblo) fue un movimiento social y político conocido como cartismo, que pretendía la ampliación de los derechos políticos a todas las clases sociales, en el contexto de los inicios del movimiento obrero.
En el contexto de la Revolución Soviética, el dirigente bolchevique Lenin redactó una Declaración de derechos del pueblo trabajador y explotado que se incluyó en la primera Constitución de la Unión Soviética (1918).

## Declaraciones universales y supranacionales
Existen declaraciones internacionales de derechos, de ámbito general, como la Declaración Universal de los Derechos Humanos de 1948, y de ámbito continental, como la Declaración Americana de los Derechos y Deberes del Hombre de 1948. También existen declaraciones de rango supranacional, como la Carta de los Derechos Fundamentales de la Unión Europea de 2000.
La Organización de la Conferencia Islámica promulgó una Declaración de los Derechos Humanos en el Islam en 1990, planteada como una alternativa islamista a la declaración universal de 1948.

## Declaraciones internacionales de objeto restringido
En 1924, en el ámbito de la Sociedad de Naciones, se promulgó una Declaración de los derechos del niño; que posteriormente, en el ámbito de la ONU fue expandida por la Declaración de los Derechos del Niño de 1959.
Después de la Declaración de los Derechos de la Mujer y de la Ciudadana que Olympe de Gouges había propuesto provocativamente, a título personal, para mostrar lúcidamente el androcentrismo propio de la Declaración de los derechos del hombre y del ciudadano, durante la Revolución francesa (en 1791), no se ha promulgado oficialmente ninguna Declaracion universal de los derechos de la mujer; pero sí una Convención sobre la eliminación de todas las formas de discriminación contra la mujer adoptada por la Asamblea General de las Naciones Unidas en su resolución 34/180, de 18 de diciembre de 1979, y que entró en vigor el 3 de septiembre de 1981.
En 1976 se promulgó por las Naciones Unidas una Declaración universal de los derechos de los pueblos y en 2007 una Declaración de las Naciones Unidas sobre los derechos de los pueblos indígenas.

## Declaraciones de ámbito inferior al estado

### El caso español
La inclusión en el Estatuto de autonomía de Cataluña de 2006 de una declaración de derechos fue uno de los asuntos polémicos en su proceso de redacción y aprobación en distintas instancias, y su vigencia actual está pendiente aún de recurso ante el Tribunal Constitucional, por si es o no posible dentro de la Constitución española de 1978 la existencia de distintos derechos en distintas comunidades autónomas.

### El caso australiano
Australia es el único país entre las democracias occidentales que no cuenta con una explícita declaración de derechos o constitución escrita, aunque hay un debate en curso en muchos de los estados federados que la componen (Victoria, Queensland y el Territorio de la Capital Australiana lo tienen avanzado). El ex primer ministro australiano John Howard ha argumentado en contra de proyectos de ley de derechos de Australia, ya que, según su argumento, significarían transferir el poder de los políticos elegidos a los no elegidos (jueces y funcionarios).